# Curimopsis ovuliformis
Curimopsis ovuliformis là một loài bọ cánh cứng trong họ Byrrhidae. Loài này được Wollaston miêu tả khoa học năm 1854.